# Антифеминизам
Антифеминизам (енгл. Antifeminism) је идеологија која се супротставља феминизму или неким његовим аспектима.
У ужем смислу под изразом антифеминизам подразумева се отпор према борби за женска права, став да су феминистичке теорије о неравноправном положају жена у патријархалном друштву нетачне и преувеличавају стварну ситуацију, те став да феминистички покрет подстиче мизандрију и тежи ка томе да наштети мушкарцима.
Историјски гледано, главни циљ антифеминизма током 19. века било је супростављање борби за женско право гласа, док се савремени антифеминисти углавном баве проблемима породичног права, старатељства над децом, трошкова за њихово издржавање, те питањем родне неравноправности у правном систему, нпр. изрицањем различитих казни мушкарцима и женама за сличне злочине.